# 直排輪鞋

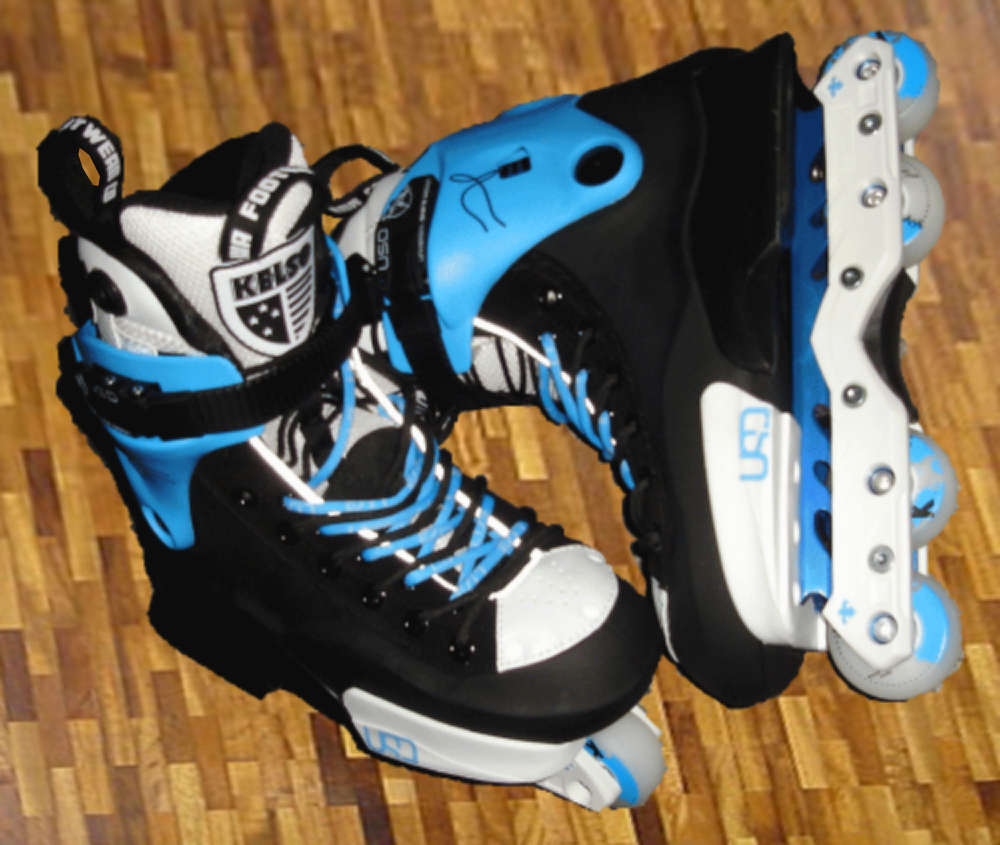
直排輪鞋

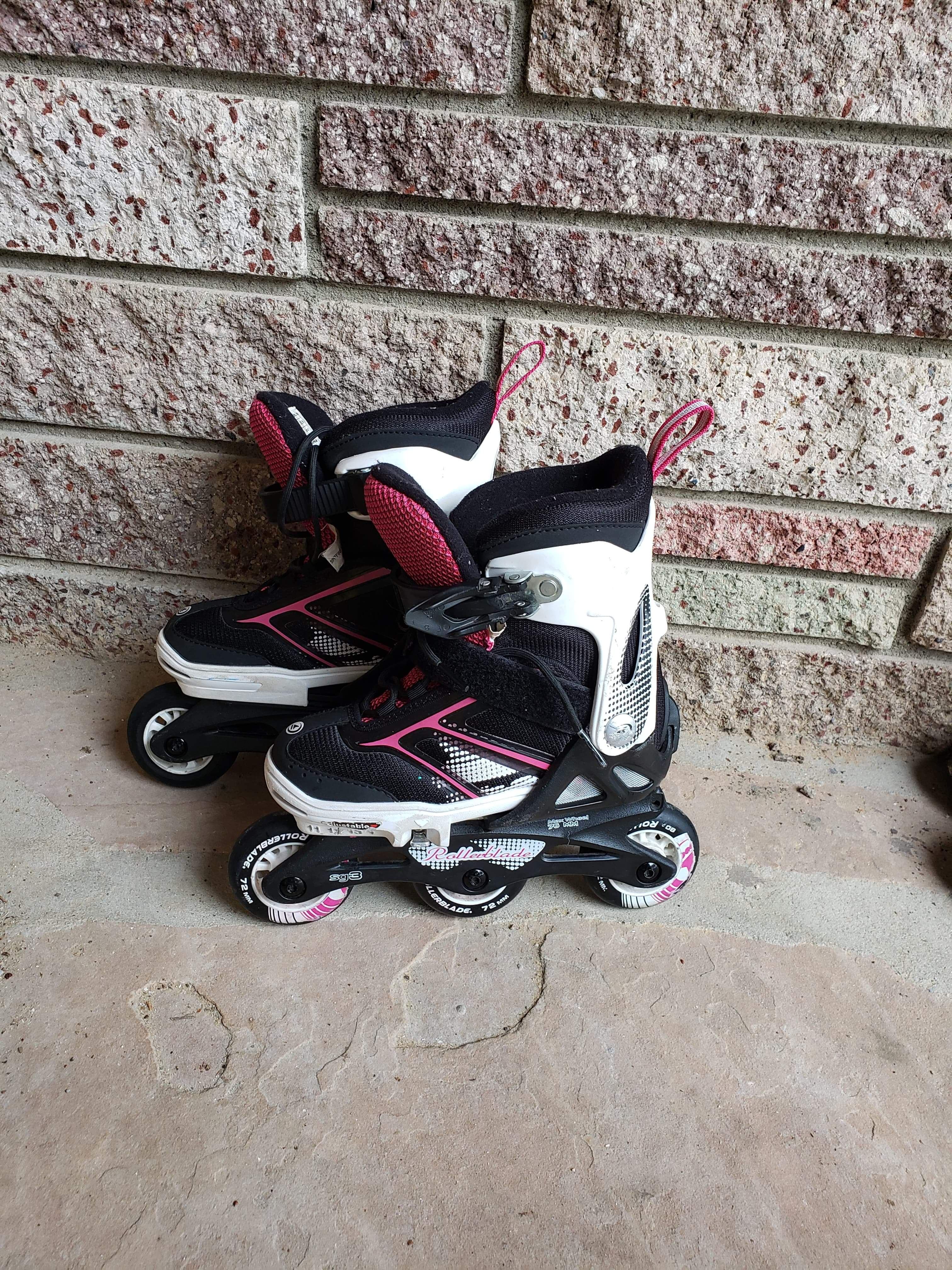
兒童直排輪鞋

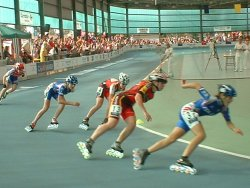
歐洲的一場速度直排輪鞋溜冰賽

直排輪鞋 （英語：Inline skates）是直排輪運動用到的輪鞋。傳統的輪鞋前方和後方分別有二個輪子，直排輪鞋則是將二至五個輪子放在同一排上。有些直排輪鞋會有橡皮的煞車，放在直排輪鞋的後方（也有可能包括前方），讓直排輪運動者可以調整腳的姿勢，以進行減速。
現代的直排輪鞋是發展要取代刀片溜冰鞋，是俄羅斯運動員為了要在硬地上練習冬季奥林匹克运动会速度滑冰所設計。《生活》有一張美國溜冰選手埃里克·海登的照片，在為了1980奧運準備時，用直排輪鞋在威士康辛路上練習
在1980年代末期及1990年代初期，由明尼阿波利斯的Scott和Brennan Olson建立的Rollerblade公司，推廣直排輪鞋，並且申請註冊商标Rollerblade。

## 組成

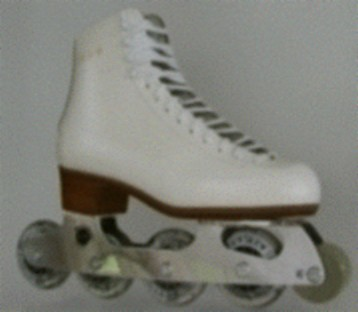
為花式直排輪設計的直排輪鞋

直排輪鞋的主體是穿在腳上的鞋身（boot）。鞋身下方是將輪子定位的底座（frame），輪子裡有軸承，讓輪子可以在摩擦力較小的情形下，繞著軸旋轉。橡皮剎車一般會在右腳直排輪鞋的底座上
根據滑輪溜冰種類的不同（例如極限直排輪、競速直排輪、直排輪曲棍球及花式直排輪），也有不同的直排輪鞋。其鞋身、底座和輪子會有不同。

## 外部連結
- The Londonskaters guide to rockering inline skates
- Markus Thierstein's original article （页面存档备份，存于）